# 莫氏高體鯧
莫氏高體鯧為輻鰭魚綱鱸形目鯧亞目長鯧科的其中一種，分布於東太平洋的秘魯海域，棲息深度可達180公尺，體長可達75公分，生活習性不明。

## 擴展閱讀
維基物種上的相關：莫氏高體鯧